# Franc Knez
Franc (Franček) Knez, slovenski alpinist, * 15. julij 1955, Celje, † 6. oktober 2017, Harje.
V alpinističnih krogih je bil poznan kot Franček Knez ali preprosto Franček in velja za legendo med plezalci ter za enega največjih slovenskih alpinistov vseh časov. 

## Življenjepis
Opravil je 7507 vzponov, od teh je 1016 prvenstvenih, kar je edinstven dosežek in zelo verjetno tudi svetovni rekord. Udeležil se je več alpinističnih odprav s prvenstvenimi vzponi v Ameriki (El Capitan in Fitz Roy - 1983, Cerro Torre in Torre Egger - 1986) in Himalaji (Lhotse - 1981). Knez je preplezal tudi mnoge nove smeri v najbolj znanih stenah zahodnih Alp, Dolomitov, predvsem pa v stenah Julijskih Alp, 44 novih smeri je preplezal samo v severni steni Triglava.
Leta 1982 je v takrat (in še danes) neverjetnem času šestih ur sam preplezal razvpito severno steno Eigerja, kjer je štiri leta kasneje dodal še novo smer. Ker ima prvenstvene smeri tako v Matterhornu kot v Grandes Jorasses, je eden redkih alpinistov, ki so pustili svoje prvenstvene sledi v vseh »treh problemih Alp«.
Leta 2009 je v sodelovanju z Založbo Sanje izdal avtobiografsko knjigo Ožarjeni kamen.
Umrl je med plezanjem v Harjah pri Laškem.